# Episodi di Message from Mom
La prima stagione della serie televisiva tedesca Message from Mom (Nachricht von Mama), composta da 8 episodi da 45 minuti ciascuno, è stata trasmessa in Germania su Sat.1 dal 7 al 28 febbraio 2022.
In Italia la stagione è stata distribuita in esclusiva sul servizio di streaming Mediaset Infinity il 26 giugno 2024.
| nº | Titolo originale | Titolo italiano | Prima TV Germania | Pubblicazione Italia |
| -- | ---------------- | --------------- | ----------------- | -------------------- |
| 1  | Episode 1        | Episodio 1      | 7 febbraio 2022   | 26 giugno 2024       |
| 2  | Episode 2        | Episodio 2      | 7 febbraio 2022   | 26 giugno 2024       |
| 3  | Episode 3        | Episodio 3      | 14 febbraio 2022  | 26 giugno 2024       |
| 4  | Episode 4        | Episodio 4      | 14 febbraio 2022  | 26 giugno 2024       |
| 5  | Episode 5        | Episodio 5      | 21 febbraio 2022  | 26 giugno 2024       |
| 6  | Episode 6        | Episodio 6      | 21 febbraio 2022  | 26 giugno 2024       |
| 7  | Episode 7        | Episodio 7      | 28 febbraio 2022  | 26 giugno 2024       |
| 8  | Episode 8        | Episodio 8      | 28 febbraio 2022  | 26 giugno 2024       |

## Episodio 1
- Titolo originale: Episode 1
- Diretto da: Felix Binder e Suki Maria Roessel
- Scritto da: Sabine Leipert, Claudia Leins e Suki Maria Roessel

## Episodio 2
- Titolo originale: Episode 2
- Diretto da: Felix Binder e Suki Maria Roessel
- Scritto da: Sabine Leipert, Claudia Leins e Suki Maria Roessel

## Episodio 3
- Titolo originale: Episode 3
- Diretto da: Felix Binder e Suki Maria Roessel
- Scritto da: Sabine Leipert, Claudia Leins e Suki Maria Roessel

## Episodio 4
- Titolo originale: Episode 4
- Diretto da: Felix Binder e Suki Maria Roessel
- Scritto da: Sabine Leipert, Claudia Leins e Suki Maria Roessel

## Episodio 5
- Titolo originale: Episode 5
- Diretto da: Felix Binder e Suki Maria Roessel
- Scritto da: Sabine Leipert, Claudia Leins e Suki Maria Roessel

## Episodio 6
- Titolo originale: Episode 6
- Diretto da: Felix Binder e Suki Maria Roessel
- Scritto da: Sabine Leipert, Claudia Leins e Suki Maria Roessel

## Episodio 7
- Titolo originale: Episode 7
- Diretto da: Felix Binder e Suki Maria Roessel
- Scritto da: Sabine Leipert, Claudia Leins e Suki Maria Roessel

## Episodio 8
- Titolo originale: Episode 8
- Diretto da: Felix Binder e Suki Maria Roessel
- Scritto da: Sabine Leipert, Claudia Leins e Suki Maria Roessel